# Zena Bacar
Zena Bacar (Lumbo, 25 de agosto de 1949 — Maputo, 24 de dezembro de 2017) foi uma cantora moçambicana, pioneira na música popular no seu país.
Iniciou a sua relação com a música interpretando temas folclóricos e a dançar nos grupos maioritariamente compostos por homens da sua aldeia, com seis anos de idade, tendo posteriormente conquistado a fama com a qual levou o seu grupo Eyuphuro para a cidade de Lourenço Marques, atual Maputo.
A sua primeira música, intitulada "Urera Krera", o mesmo que “Vaidade sem Juízo” na língua de Camões, foi gravada em 1980.